# Gummihandske

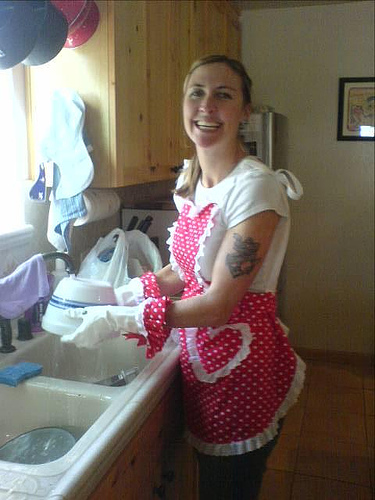
Gummihandskar används ofta vid handdisk

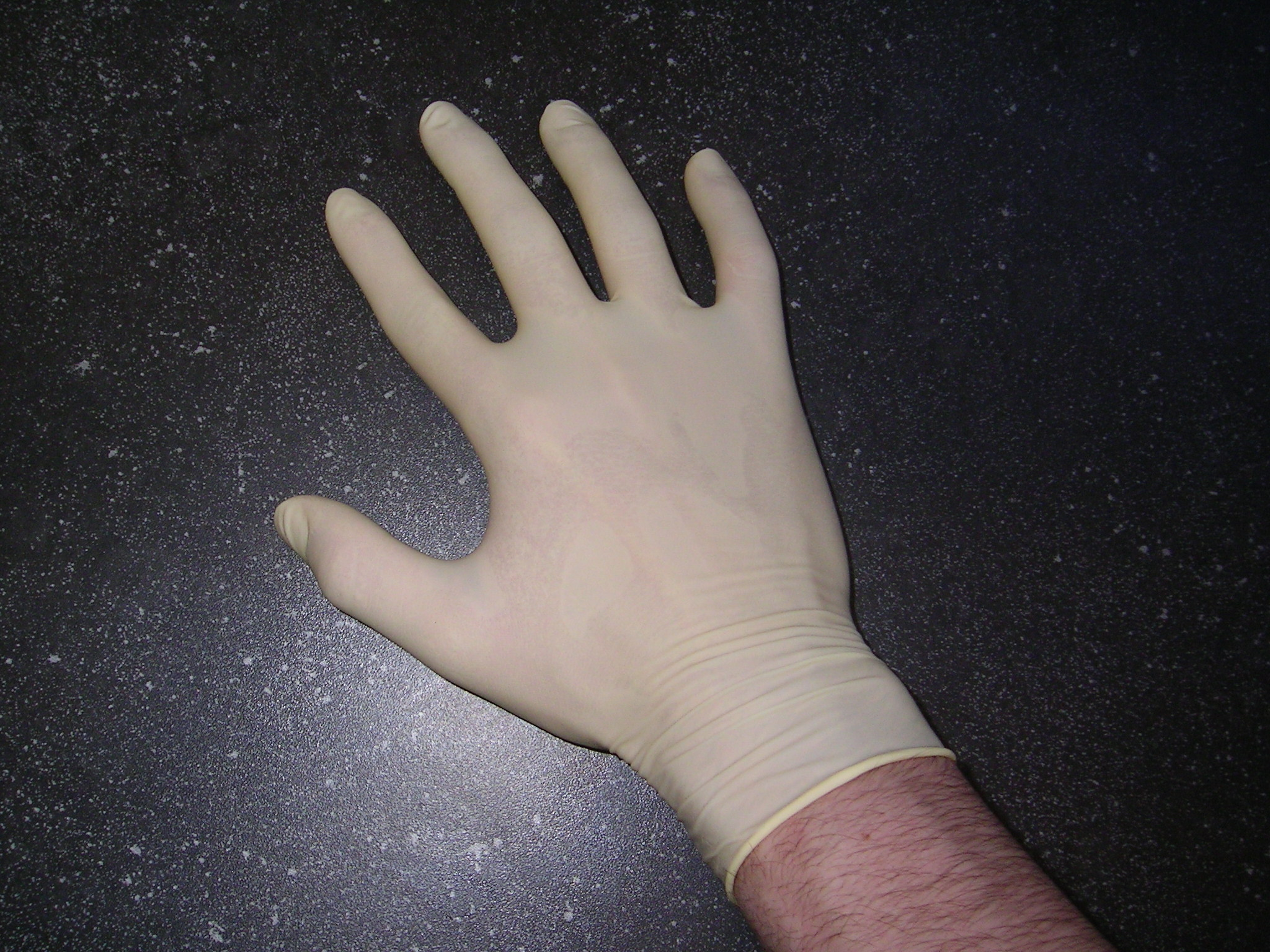
En PVC-handske

Gummihandske är en skyddande handske gjord av gummi / latex.
I hemmiljö kallas den ibland för hushållshandske. Gummihandskar kan till exempel användas vid handdisk, för att skydda händerna mot diskmedel, vid skurning då händerna kan komma i kontakt med rengöringsmedel, eller vid rengöring av bakterierika ställen såsom toaletter och avlopp.
Inom sjukvården, där krav ställs på såväl hygien som handprecision, används ofta latexhandskar. Även så kallade nitrilhandskar förekommer inom sjukvården.